# Плеша, Бранко
Бранко Плеша (серб. Бранко Плеша; 6 марта 1926, Киселяк, Королевство Сербов, Хорватов и Словенцев — 8 января 2001, Белград, Союзная Республика Югославия) — югославский сербский актёр театра, кино и телевидения, режиссёр, сценарист.

## Биография
Сценическому мастерству обучался в Государственной актёрской школе в Загребе, позже в театральной академии Белграда. С 1945 года выступал на сцене Хорватского национального театра в Загребе, затем в 1946—1947 — театра в Сплите. С 1947 — актёр, затем солист Югославского драматического театра в Белграде.
С 1947 г. снимался в кино. Исполнил роли в 87 кино- и телефильмах. С начала 1970-х годов выступил в качестве режиссёра и сценариста, в основном, на телевидении.

## Избранные роли в кино
- 1947 — Славица
- 1953 — Солнце далеко / Daleko je sunce — Павле
- 1955 — Лжецарь
- 1957 — Маленький человек / Mali čovek
- 1957 — В конце пути / Na kraju puta
- 1958 — Сквозь ветви — небо / Kpoz granje nebo
- 1958 — Олеко Дундич — Олеко Дундич
- 1961 — Убийство на площади / Nasilje na trgu — майор Колер
- 1964 — Марш на Дрину / Marš na Drinu
- 1964 — Водоворот / Вртлог — офицер
- 1964 — Отец
- 1965 — Проверено — мин нет — лейтенант Раде
- 1967 — Бомба в 10—10 — полковник Хаслер
- 1971 — Роман конокрада
- 1971 — Нюрнбергский эпилог — Эрнст Кальтенбруннер
- 1974 — Дервиш и смерть / Dervis i smrt — кадий
- 1979 — Партизанская эскадрилья / Partizanska eskadrila — фон Норден
- 1981 — Светозар Маркович / Svetozar Marković — Йован Ристич
- 1988 — Вук Караджич — Иоганн Вольфганг Гёте
- 1989 — Сборный пункт / Sabirni centar — доктор Катич

## Избранные режиссёрские работы
- 1970 — Lilika
- 1971 — Muzicki automat (ТВ)
- 1972 — Rozenbergovi ne smeju da umru (ТВ)
- 1972 — Celava pevacica (ТВ)
- 1973 — San Dr Misica (ТВ)
- 1973 — Proslava (ТВ)
- 1973 — Kucevlasnik i palikuca (ТВ)
- 1974 — Petao nije zapevao (ТВ)
- 1974 — Oglas (ТВ)
- 1975 — Prokletinja (ТВ)
- 1976 — Spiritisti (ТВ)
- 1976 — Gresno dete (ТВ)
- 1976 — Frontas (ТВ)
- 1977 — Jedan dan (ТВ)
- 1982 — Sabinjanke (ТВ)

## Сценарии
- 1965 — Po isti poti se ne vracaj
- 1970 — Lilika
- 1973 — Kucevlasnik i palikuca (ТВ)
- 1975 — Prokletinja (ТВ)
- 1982 — Sabinjanke (ТВ)